# Clélia Cohen
Clélia Cohen est une réalisatrice, journaliste, critique de cinéma et de séries télévisées française.

## Éléments biographiques
Au début des années 1990, Clélia Cohen poursuit des études de cinéma à l'Université Sorbonne-Nouvelle, où elle passe sa Maîtrise en 1994 puis son DEA en 1995, avec deux mémoires sur le western sous la direction de Jean-Louis Leutrat,.
En juin 1997, elle rejoint la rédaction des Cahiers du cinéma, alors dirigés par Serge Toubiana. Elle signe près de 200 textes pour la revue, se concentrant sur le cinéma américain contemporain (Sofia Coppola, James Gray) et classique (Howard Hawks, Budd Boetticher) et commençant, au début des années 2000, à écrire sur les séries télévisées (24 heures chrono, À la maison blanche, Alias). Elle réalise aussi des compléments DVD pour les éditions Montparnasse. En décembre 2003, elle est évincée, avec une partie du comité de rédaction, quand le groupe Le Monde, nouveau propriétaire de la revue, impose un renouvellement de l'équipe.
Pour les Éditions des Cahiers, elle traduit un recueil de nouvelles de Barry Gifford, Les aveugles font-ils des rêves ?, en 2005, puis publie un essai sur le western la même année, pour la collection pédagogique « Les Petits Cahiers », et un volume consacré à Steven Spielberg en 2007, pour la collection « Grands Cinéastes » coéditée avec Le Monde. Elle revient à l'écriture journalistique en collaborant aux Inrockuptibles, dirigés par un ancien rédacteur en chef des Cahiers, Jean-Marc Lalanne, à partir de 2006.
À la fin des années 2000, elle travaille avec son père Didier Cohen, créateur en 1993 de la série télévisée L'Instit, à l'écriture de la série La Cour des grands. Elle coécrit les dix-huit épisodes, diffusés sur France 2 à partir d'avril 2008. En 2009, elle réalise avec Antoine Coursat le documentaire Teen Spirit, les ados à Hollywood, sur l'histoire du teen movie à Hollywood.
À partir de 2015, elle écrit pour Libération sur les séries télévisées américaines (Better Call Saul, Mad Men, The Deuce) et françaises (Le Bureau des légendes, Dix pour cent), prenant part à la création de l'Association des critiques de séries (A.C.S.) en juin de la même année. Elle contribue par la suite au magazine Vanity Fair, ainsi qu'à l'émission culturelle Personne ne bouge !, diffusée sur Arte. Pour la chaîne, elle réalise ensuite d'autres films sur des acteurs : John Travolta en 2015, Sylvester Stallone en 2018, puis Jane Birkin en 2019 et Clint Eastwood en 2022.

## Filmographie
Réalisation
- 2009 : Teen Spirit : Les Ados à Hollywood (52 minutes) (avec Antoine Coursat)
- 2015 : John Travolta, le miraculé d'Hollywood (53 minutes) (avec Antoine Coursat)
- 2018 : Stallone, profession héros (53 minutes) (avec Antoine Coursat)
- 2019 : Jane Birkin, simple icône (53 minutes)
- 2020 : Indiana Jones, à la recherche de l’âge d’or (53 minutes) (avec Antoine Coursat)
- 2020 : Emmanuelle, la plus longue caresse du cinéma français (53 minutes)
- 2022 : Clint Eastwood, la dernière légende (78 minutes)

Scénario
- 2008 : La Cour des grands (saison 1) (6 épisodes de 52 minutes)
- 2009 : La Cour des grands (saison 2) (6 épisodes de 52 minutes)
- 2010 : La Cour des grands (saison 3) (6 épisodes de 52 minutes)